# Gohi Bi Cyriac
Gohi Bi Zoro Cyriac Sede (Daloa, 15 agosto 1990) è un ex calciatore ivoriano, di ruolo attaccante.

## Caratteristiche tecniche
È un attaccante dal fisico possente e con una buona velocità. Freddo sotto porta, è ancora incompleto dal punto di vista tattico.

## Carriera

### Club
Formatosi tra le giovanili del Fusion e dell'ASEC Mimosas, viene acquistato nel 2007 dal club inglese di Charlton, il Charlton Athletic Football Club. Nonostante il suo trasferimento ad una squadra più importante a livello mondiale, decide di tornare in prestito al suo vecchio club ed è lì che conquisterà il titolo di capocannoniere e diverrà uno dei giovani più interessanti del continente africano del 2008. Dopo aver concluso il prestito nella squadra africana, viene acquistato a titolo definitivo nel 2009 dallo Standard Liegi dopo aver firmato un contratto quinquennale.

### Nazionale
Dal 2009 al 2010 milita nell'Under-20.

## Palmarès

### Club
- Coppa della Costa d'Avorio: 2

ASEC Mimosas: 2007, 2008
- Campionato belga: 2

Anderlecht: 2012-2013, 2013-2014
- Coppa del Belgio: 1

Standard Liegi: 2010-2011
- Supercoppa del Belgio: 4

Standard Liegi: 2009
Anderlecht: 2012, 2013, 2014

### Individuale
- Capocannoniere del campionato ivoriano di calcio: 1

2008 (21 gol)